# Държавно устройство на Турция
Турция е президентска република от 2017 г., когато изменение на конституцията, прието с референдум, променя формата на управление от парламентарна република на президентска република.

## Изпълнителна власт

### Президент
Президента на Турция е държавен глава, той представлява страната в отношенията ѝ с международната общност и олицетворява единството на нацията, гарантира прилагането на конституцията и нормалното функциониране на органите на държавната власт. Президентския мандат е в срок от 5 години и има право най-много два мандата. Кандидатите за президент на републиката трябва да са навършили 40 години към момента на избора.

## Законодателна власт
Законодателен орган на Турция е еднокамарен парламент, състоящ се от 600 депутата, избирани за срок от 4 години, изборната бариера е 10 процента.